# Ким Джинъу
Ким Джину (кор. 김진우, кит. 	金秦禹; род. 26 сентября 1991 года, более известный как Джину) – южнокорейский певец и актёр. Является вторым вокалистом и вижуалом бойбенда Winner.

## Жизнь и карьера
Ким Джину родился 26 сентября 1991 года в Синане, Южная Корея. Обучался в танцевальной академии, где его танцевальные навыки понравились Сынни из Big Bang, который и привёл его в YG Entertainment. Стал трейни компании в 2010 году. В 2011 году был одним из танцоров на YG Family Concert вместе с Тэхёном. 
В 2014 году дебютировал в составе мужской группы Winner, где также были Тэхён, Сынюн, Мино и Сынхун. Занимает позицию вокалиста и вижуала.
В 2016 году состоялся его актёрский дебют в дораме «Волшебный сотовый телефон» (англ. Magic Cellphone). В ноябре был объявлен одним из главных постановщиков проекта «Маленький принц» от Korea National Contemporary Dance Company, став первым корейским артистом, принявшим участие в танцевальной постановке. Он также снялся в веб-дораме «1000 лет любви» (англ. Love For A Thousand More) вместе с Сынюном.

## Фильмография

### Телесериалы
| Год  |   | Русское название          | Оригинальное название    | Роль                   |
| ---- | - | ------------------------- | ------------------------ | ---------------------- |
| 2016 | с | Волшебный сотовый телефон | Magic Cellphone          | О Тэ Чжи (10 эпизодов) |
| 2016 | с | 1000 лет любви            | Love For A Thousand More | Хён Шик (10 эпизодов)  |

### Музыкальные видео

#### В составе Winner
| Название                        | Дата выпуска         | Продолжительность | Роль               | Ссылка |
| ------------------------------- | -------------------- | ----------------- | ------------------ | ------ |
| «Empty»                         | 11 августа 2014 года | 4:07              | В роли самого себя | [ 6 ]  |
| «Color Ring»                    | 11 августа 2014 года | 4:24              | В роли самого себя | [ 7 ]  |
| «Empty» (японская версия)       | 29 августа 2014 года | 2:35              | В роли самого себя | [ 8 ]  |
| «Color Ring» (японская версия)  | 30 августа 2014 года | 3:04              | В роли самого себя | [ 9 ]  |
| «I’m Young»                     | 31 января 2016 года  | 5:40              | В роли самого себя | [ 10 ] |
| «Sentimental»                   | 31 января 2016 года  | 3:43              | В роли самого себя | [ 11 ] |
| «Baby Baby»                     | 31 января 2016 года  | 5:05              | В роли самого себя | [ 12 ] |
| «Baby Baby» (японская версия)   | 13 июня 2016 года    | 2:19              | В роли самого себя | [ 13 ] |
| «Sentimental» (японская версия) | 15 июня 2016 года    | 2:43              | В роли самого себя | [ 14 ] |
| «Fool»                          | 4 апреля 2017 года   | 3:55              | В роли самого себя | [ 15 ] |
| «Really Really»                 | 4 апреля 2017 года   | 3:40              | В роли самого себя | [ 16 ] |
| «Everyday»                      | 4 апреля 2018        | 3:26              | В роли самого себя |        |

#### Как приглашённый артист
| Название      | Исполнитель | Дата выпуска         | Продолжительность | Роль                       | Ссылка |
| ------------- | ----------- | -------------------- | ----------------- | -------------------------- | ------ |
| «Ringa Linda» | Тэян        | 9 ноября 2013 года   | 3:49              | В роли самого себя (камео) | [ 17 ] |
| «I’m Him»     | Мино        | 29 августа 2014 года | 3:20              | В роли самого себя (камео) | [ 18 ] |